# Книга земли

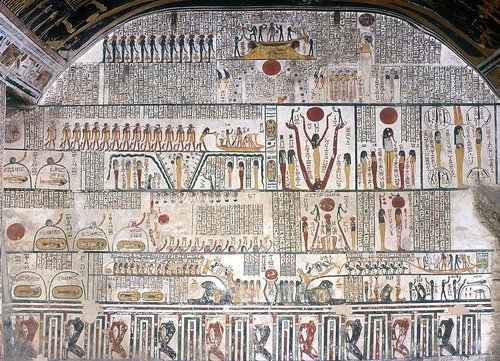
Сцена из первой части книги. Фреска из гробницы Рамсеса V (KV9).

Книга земли — древнеегипетский заупокойный текст, которому были даны многие названия, например, такие как «Создание солнечного диска» и «Книга Акера». Впервые книга появилась на стенах гробниц Мернептаха, Рамсеса III, Рамсеса VI, Рамсеса VII и в гробнице царицы Таусерт. Книга земли являлась дополнением к Книге пещер. Ключевыми фигурами в этой книге являлись Осирис, Ра и Ба. Согласно тексту книги, солнце совершало свой долгий путь через землю бога Акера.

## Первоисточники
Сцены из книги были обнаружены на всех стенах гробниц Рамсеса VI и Рамсеса VII. На стенах других царских гробниц, в эпоху с Нового царства по Поздний период, были обнаружены несколько дополнительных сцен, но из-за того, что многие сцены из книги были хаотично разбросаны, нарушился порядок сопровождаемых изображений.
Жан-Франсуа Шампольон был первым, кто опубликовал сцены изображений и тексты из гробницы Рамсеса VI. Его труд назывался «Памятники из Египта» («Monuments de l'Egypte»), в котором была дана расшифровка иероглифов из гробницы Рамсеса VI. Французский археолог и египтолог с русскими корнями Александр Николаевич Пьянков был первым, кто по-настоящему изучил состав изображений с иероглифами  Архивная копия от 27 февраля 2015 на Wayback Machine, и первым, кто обратил внимание на смысл, который скрывали изображения. Бруно Стрикер в 1963 году, охарактеризовал книгу как «божественную эмбриологию».

## Структура книги
Учёные предполагают, что уцелевшие панели изначальной композиции были разделены на три регистра. Сегодня до конца не ясно, являлись ли сцены из других гробниц частью Книги земли или же они представляли собою самостоятельные произведения.
Учёные полагают, что книга делится на две половины, в каждой из которых присутствуют сцены наказания. В Книге земли, солнечный диск  используется как часто повторяющийся элемент. Сцены из книги в гробнице Рамсеса VI ориентированны таким образом, что лицевая часть изображения расположена справа, поэтому их можно прочесть в направлении справа налево. Это является полной противоположностью обычному расположению сцен по мнению Александра Пьянкова.

## Содержание книги
Книга разделена на пять основных компонентов: Часть Е, Часть D, Часть С, Часть В и Часть А. В состав этих компонентов входят следующие темы: сотворение солнечного диска, путешествие Ра в подземный мир и выход его на свет. Основная часть сюжета происходит в Части D и Части А.

### Часть Е
В этой части изображены шесть богов, которые молятся солнечному диску на погребальных холмах. Это наименьшая из известных частей книги и скорее всего она не является началом Книги земли.

### Часть D
Часть D вероятнее всего является н царства мёртвых выступает Осирис, который располагается внутри гробницы охраняемой змеями. Чуть ниже под Осирисом расположены боги Анубис и тот кто протянул к ним руки, чтобы обеспечить защиту телу. Эта сцена изображает обновление, а на сценах с двух смежных сторон изображены наказания. В сценах наказания, боги представлены в качестве наказывающих и поддерживающих раскалённые котлы.
Далее, мумия бога солнца стоит на большом солнечном диске, заключённом двумя парами рук поднявшегося из глубин Нуна. По обе стороны от Ра протянулась гирлянда из двенадцати звёзд и двенадцати маленьких солнечных дисков, которые указывают на ход часов. Концы гирлянды держат две богини расположенные справа и слева сцены.
В заключительной части сцены изображён бог Акер, имеющей вид двойного сфинкса, на нём расположена барка бога солнца. Снизу барку поддерживают два урея, а внутри барки бог Хепри и Тот воздают молитвы богу солнца Ра. Под баркой расположены две королевские фигуры, придерживающие солнечный диск, а по обе стороны от них стоят Нефтида и Исида, которые поддерживают крылатого жука скарабея.
Средний регистр начинается с изображения Гора, поднимающегося из божественной фигуры, именуемой «Единство Запада». Далее следуют семь холмов, в каждом из которых находится бог. Затем, Гор с головой сокола поднимается из тела Осириса, которого защищают от мертвецов Исида и Нефтида.
В следующей сцене Нун обеими руками держит солнечный диск, и два урея держат другой солнечный диск. В верхней части солнечного диска изображена змея, которая предположительно может символизировать возрождение солнца. Как и во многих других древнеегипетских сценах, в нижнем регистре показаны наказания врагов (тела перевёрнутые вверх ногами) в «Месте уничтожения», поскольку он находится ниже уровня богов. Боги являются более важными фигурами, поэтому они расположены выше других. Бог солнца изображён с несколькими саркофагами, а под ним расположены четверо поверженых врагов.
В заключении сцены изображён труп в большом саркофаге, расположенный в месте уничтожения, которое Ра назвал «Местом Шетит». Это и есть царство мёртвых, в котором боги и богини возвышаясь над телом, молятся, подняв к небу руки. В последней сцене изображён змей Апоп, схваченный богами с головой барана.

### Часть C
Часть C состоит из трёх регистров, которые могут соединяться с Частью D, однако точная их последовательность до сих пор остаётся неизвестной. Верхний и средний регистры, оба начинаются с изображения бога солнца с головой барана. Две птицы Ба (одна на жерди, а другая над жуком скарабеем) обращаются с молитвами к богу солнца, и бог, чьё имя неизвестно, приветствует Ра. В среднем регистре, позади неизвестного бога стоят два бога с головой барана и один бог с головой змеи. Эти боги в защитной позе, протянули свои руки к солнечному диску, верхняя часть которого увенчана головою сокола «Гора из загробного мира».

### Часть B
Регистры этого раздела являются наименее понятыми, поэтому многие части вполне могут принадлежать части А. В первых сценах этого раздела изображены четыре овальных формы с мумиями внутри, которые способны дышать благодаря лучам бога солнца. Есть также четыре перевёрнутых холма, которые находятся под защитой от змей. В основной части этого раздела, изображена вертикально стоящая мумия, которую называли «трупом бога», она же являлась и солнечными диском бога. Перед ним, поднимается змея из пары рук, которые держат бога и богиню, воздающих хвалу. Позади мумии другая пара рук, именуемая «руками тьмы», которые поддерживают крокодила Пенвенти.
В следующем сюжете изображены четыре овала, в которых находятся мумии и птицы-Ба, по одной в каждом овале. Рядом расположены два дополнительных иероглифа, изображающих тени. Под этой иллюстрацией изображены две барки, в которых находятся мумии Осириса и сокологолового Гора. Над Осирисом стоит с простёртыми к его мумии руками Исида, а над Гором стоит Нефтида. С обеих сторон у каждой барки изображены солнечные диски.
В заключительной части книги Земли, в верхней части, изображён большой погребальный холм, в котором содержится солнечный диск и неизвестное божество, воздающее ему молитвы. Две головы, показывающиеся из земли, и две богини, расположенные по обе стороны от большого погребального холма, также воздают хвалу. Прямо под этой фреской, в нижнем регистре, изображены четыре бога и четыре птицы-Ба, которые также воздают молитвы солнечному диску, подняв обе руки к нему.

### Часть A
В начале этого раздела, бог солнца в окружении мумий, стоит на погребальном холме, который египтяне называли «холмом тьмы». Над этим холмом располагается солнечная барка. Следом за этой сценой изображён Акер в виде двойного сфинкса. Солнечная барка расположена между входом и выходом из царства мёртвых. Кормовая сторона барки обращена к выходу. Ниже изображено воскресение тела солнца. Это обычная сцена, которую изображали внутри царских саркофагов. Голова сокола выглядывает из солнечного диска и свет падает на «таинственный труп», лежащий внизу. В следующей сцене изображены двенадцать богинь, каждая из который является определённым часом ночи. Над головой у каждой богини изображён красный солнечный диск, а рядом с телом богинь нарисованы иероглифы «звезда» и «тень».
В начале четвёртой сцены, некоторые мумии, находятся внутри четырёх гигантских кругов. В пятой сцене, изображён бог, которого справа и слева окружают боги меньшего размера. По предположению учёных в центре изображён Осирис, справа от него Тефнут и Шу, а слева Хепри и Нут. В шестой сцене изображена голова и пара рук поднимающихся из глубины. Сверху на этой голове стоит богиня «Разрушительнца», поднявшая вверх руки для того чтобы принять солнечный диск. Руки, поднимающиеся из глубины поддерживаю двух богинь, слева богиня востока, а справа богиня запада; обе богини с поднятыми руками обращены лицом к солнечному диску. Считается, что верхний регистр шестой части заканчивается строкой с названием этой работы, но так это или нет до конца неизвестно.
Средний регистр снова начинается с изображения солнечной барки. Эту барку тянут четырнадцать богов с головами барана. В следующей сцене, бог с эрегированным фаллосом стоит в пещере, в окружении двенадцати богинь звёзд, которые направляют в его сторону красные диски.
Далее следует сцена, изображения которой хаотично разбросаны вокруг всей гробницы Рамсеса VI. В этой сцене изображены погребальные холмы, на вершинах которых расположены головы с поднятыми к небу руками. Руки расположены в позе восхваления.
В третьей сцене изображено рождение солнца. Подобная сцена в более подробном варианте также встречается внутри саркофага Рамсеса IV.